# Gabriel Niell
Gabriel Geraldo Niell (* 29. Juli 1941 in Buenos Aires; † 31. März 2013 in La Plata) war ein argentinischer Radrennfahrer.

## Sportliche Laufbahn
Niell war Teilnehmer der Olympischen Sommerspiele 1960 in Rom. Im olympischen Straßenrennen kam er beim Sieg von Wiktor Kapitonow als 44. ins Ziel. Die argentinische Mannschaft kam mit  Ricardo Senn, Gabriel Niell, Federico Cortés und Pedro Simionato im Mannschaftszeitfahren auf den 12. Platz.